# Élections régionales de 2015 à La Réunion
Pour un article plus général, voir Élections régionales françaises de 2015.
Les élections régionales à La Réunion se déroulent les 6 et 13 décembre 2015.

## Candidats

### Alliance des Réunionnais contre la pauvreté
Le président de l'« Alliance des Réunionnais contre la pauvreté » (ARCP), Jean-Hugues Ratenon, s'est déclaré candidat le 30 mai 2015. Il s'était notamment présenté aux élections législatives de 2012 dans la cinquième circonscription, obtenant le score de 12,54 %.

### Citoyens tirés au sort sur les listes électorales
Portée par l'équipe projet  DEMORUN 2.0, la liste Citoyens tirés au sort, inspirée par le tirage au sort de la démocratie athénienne et des jurés d'assises, s'est déclarée candidate  le 27 août 2015 pour expérimenter le tirage au sort en politique.

### Debout la France
La tête de liste désignée au départ par Debout la France est Hugues Maillot. Il est remplacé en octobre par Jean-Jack Morel. Debout La France (DLF) est soutenu par deux organisations apolitiques : 
Le mouvement Citoyen Autonome de Jean-Roland Ango, candidat aux dernières élections européennes de 2014 (0,29 % des suffrages exprimés), et, le mouvement des Citoyens sans parti, mené par Jacky Lechat.

### Front national
Joseph Grondin est le candidat pour le FN. Il a été préféré à Marie-Luce Brasier-Clain, la tête de liste du parti frontiste aux élections européennes de 2014 dans la circonscription Outre-Mer. Joseph Grondin s'était présenté aux élections départementales de 2015 dans le canton de Saint-Denis-4, obtenant le score remarquable de 12,22 %.

### La Politique Autrement
Le député-maire de Saint-Leu, Thierry Robert, a officialisé sa candidature le 9 mai 2015. Il représente son parti « La Politique Autrement » et est soutenu par le MoDem de François Bayrou.

### Lutte ouvrière
Jean-Yves Payet est le candidat de Lutte ouvrière.

### Nasion Rénioné
La tête de liste pour le parti indépendantiste « Nasion Rénioné » est Aniel Boyer. Il s'était présenté aux élections régionales de 2010, recueillant 0,88 %.

### Nyabou - Mouvman Politik
Éric Alendroit se présente au nom de cette formation.

### Pour La Réunion
Députée de la 2e circonscription de La Réunion, Huguette Bello est tête de liste pour représenter son mouvement Pour La Réunion, principale force politique de gauche de l'île. Elle est soutenue par le parti socialiste, Europe Écologie Les Verts, le Mouvement citoyen réunionnais et l'Union démocratique pour Saint André.

### Le Progrès et le Parti communiste réunionnais
Patrick Lebreton, député socialiste réélu en 2012, a formé le groupe « Le Progrès » en opposition au PS local. Il a choisi de se présenter aux élections régionales en alliance avec le Parti communiste réunionnais de Paul Vergès, qui avait initialement pensé se représenter.

### Union de la droite
Le président sortant, Didier Robert, a annoncé qu'il était candidat à sa propre succession dès le mois d'avril 2015. Il est tête de liste de l'union de la droite, représentant Les Républicains, l'UDI et « Objectif Réunion ».

### Union populaire républicaine
David Appadoo, représentant l'Union populaire républicaine (UPR), se présente en tant que tête de liste du parti en septembre 2015.

## Sondage
Avertissement : Les résultats des intentions de vote ne sont que la mesure actuelle des rapports de forces politiques. Ils ne sont en aucun cas prédictifs du résultat des prochaines élections.
La marge d'erreur de ces sondages est de 4,5 % pour 500 personnes interrogées, 3,2 % pour 1 000, 2,2 % pour 2 000 et 1,6 % pour 4 000.

### Premier tour
| Institut | Date                   | Échantillon | Jean-Yves Payet (LO) | Huguette Bello (PLR-PS-EELV) | Patrick Lebreton (LP-PCR) | Thierry Robert (LPA) | Didier Robert (LR-UDI) | Hugues Maillot (DLF) | Joseph Grondin (FN) | Autres |
| -------- | ---------------------- | ----------- | -------------------- | ---------------------------- | ------------------------- | -------------------- | ---------------------- | -------------------- | ------------------- | ------ |
| Institut | Date                   | Échantillon |                      |                              |                           |                      |                        |                      |                     |        |
| Ipsos    | 8 au 15 septembre 2015 | 500         | 1 %                  | 34,5 %                       | 8 %                       | 15 %                 | 38 %                   | 2 %                  | 2,5 %               | 1 %    |

Les pourcentages d'intentions de vote du tableau ci-dessus sont calculés sur la base des personnes se déclarant certaines d'aller voter soit 57 % de l'échantillon.

## Résultats
|                          |                          |                              |              |              |             |               |        |               |  |  |  |  |  |  |
| Tête de liste            | Tête de liste            | Liste                        | Premier tour | Premier tour | Second tour | Second tour   | Sièges | +/-           |  |  |  |  |  |  |
| Tête de liste            | Tête de liste            | Liste                        | Voix         | %            | Voix        | %             | Sièges | +/-           |  |  |  |  |  |  |
|                          | Didier Robert            | LR - UDI - OR                | 107 281      | 40,36        | 173 592     | 52,69         | 29     | 2             |  |  |  |  |  |  |
|                          | Huguette Bello           | PLR - PS - EELV - MCR - UDSA | 63 248       | 23,80        | 155 896     | 47,31         | 16     | 2             |  |  |  |  |  |  |
|                          | Thierry Robert           | LPA - MoDem                  | 54 021       | 20,32        | 155 896     | 47,31         | 16     | 2             |  |  |  |  |  |  |
|                          | Patrick Lebreton         | PCR - PS diss.               | 18 919       | 7,12         | 155 896     | 47,31         | 16     | 2             |  |  |  |  |  |  |
|                          | Joseph Grondin           | FN                           | 6 355        | 2,39         |             |               | 0      | en stagnation |  |  |  |  |  |  |
|                          | Jean-Hugues Ratenon      | ARCP                         | 4 484        | 1,69         | 0           | en stagnation |        |               |  |  |  |  |  |  |
|                          | Mathias Payet            | CTAS                         | 3 895        | 1,47         | 0           | en stagnation |        |               |  |  |  |  |  |  |
|                          | René-Paul Victoria       | DVD                          | 2 704        | 1,02         | 0           | en stagnation |        |               |  |  |  |  |  |  |
|                          | Aniel Boyer              | NR                           | 1 382        | 0,52         | 0           | en stagnation |        |               |  |  |  |  |  |  |
|                          | David Appadoo            | UPR                          | 1 264        | 0,48         | 0           | en stagnation |        |               |  |  |  |  |  |  |
|                          | Jean-Yves Payet          | LO                           | 1 263        | 0,48         | 0           | en stagnation |        |               |  |  |  |  |  |  |
|                          | Jean-Jack Morel          | DLF                          | 978          | 0,37         | 0           | en stagnation |        |               |  |  |  |  |  |  |
|                          |                          |                              |              |              |             |               |        |               |  |  |  |  |  |  |
| Suffrages exprimés       | Suffrages exprimés       | Suffrages exprimés           | 265 794      | 95,61        | 329 488     | 95,30         |        |               |  |  |  |  |  |  |
| Votes blancs             | Votes blancs             | Votes blancs                 | 5 616        | 2,02         | 7 499       | 2,17          |        |               |  |  |  |  |  |  |
| Votes nuls               | Votes nuls               | Votes nuls                   | 6 599        | 2,37         | 8 760       | 2,53          |        |               |  |  |  |  |  |  |
| Total                    | Total                    | Total                        | 278 009      | 100          | 345 747     | 100           | 45     | en stagnation |  |  |  |  |  |  |
| Abstentions              | Abstentions              | Abstentions                  | 347 462      | 55,55        | 279 693     | 44,72         |        |               |  |  |  |  |  |  |
| Inscrits / Participation | Inscrits / Participation | Inscrits / Participation     | 625 471      | 44,45        | 625 440     | 55,28         |        |               |  |  |  |  |  |  |